# 芦笛路
芦笛路位于桂林市叠彩区与叠彩区。东起中山北路，西至芦笛岩，接庭江路和长海路。总长度约3.1千米。湘桂线、桃花江横穿芦笛路。飞鸾桥经过此路。

## 历史
民国，东段称观音阁。
1966年，改称大庆路。
1985年12月，将道路向西延伸至芦笛岩，并更名为芦笛路。